# Воденска епархия (Римокатолическа църква)
 Тази статия е за едната титулярна римокатолическа.  За православната епархия вижте Воденска, Пелска и Мъгленска епархия.  За другата титулярна римокатолическа вижте Мъгленска епархия (Римокатолическа църква).
Воденската епархия (на латински: Dioecesis Edessenus in Macedonia) е титулярна епископия на Римокатолическата църква с номинално седалище в македонския град Воден, днес Гърция. Епархията е подчинена на Солунската архиепархия. Като титулярна епископия е установена в 1933 година.
Титулярни архиепископи
| Име                     | Име                       | Управление                       | Забележка                 | Години                           |
| ----------------------- | ------------------------- | -------------------------------- | ------------------------- | -------------------------------- |
| Джовани Батиста Маренко | Giovanni Battista Marenco | 7 януари 1917 – 22 октомври 1921 | от епископ на Маса Карара | 27 април 1853 – 22 октомври 1921 |

Титулярни епископи
| Име               | Име                          | Управление                        | Забележка | Години                              |
| ----------------- | ---------------------------- | --------------------------------- | --------- | ----------------------------------- |
| Ернандо Антипорда | Hernando Izquierdo Antiporda | 19 август 1954 – 13 декември 1975 |           | 25 февруари 1914 – 13 декември 1975 |